# Aino Kannisto
Aino Kannisto, född 27 januari 1973 i Esbo, är en finländsk fotograf.
Kannisto har studerat vid Konstindustriella högskolan; blev magister vid fotolinjen 2001. Hon har ställt ut sedan 1995 och har haft soloutställningar både i Finland och utomlands, bland annat i Berlin, Stockholm, Oslo och Köpenhamn. Hon är representerad bland annat vid Finlands fotografiska museum och Kiasma.
Kannisto är känd för sina fotografiska självporträtt i vilka hon uppträder i olika vardagliga kvinnoroller. Själv betraktar hon bilderna mera som fantasibilder än traditionella porträtt. Hon bygger upp sina färgbilder av fiktiva händelser, som hon dokumenterar med kameran. Sina fotografier har Kannisto jämfört med målningar. Med kamerans hjälp har hon till exempel kunnat ändra sina egna ansiktsdrag i självporträtten.